# Révai Miklós
Révai Mátyás Miklós János (Német-Nagy-Szent-Miklós, 1750. február 24. – Pest, 1807. április 1.) piarista szerzetes, nyelvész, egyetemi tanár, a magyar történeti nyelvészet megalapítója. Máig élő helyesírási alapelvünket, a szóelemző elvet képviselte. Új nyelvészeti szakszavakat is alkotott, így például a helyesírás és a nyelvtudós szavunkat.

## Élete és munkássága
Révai Miklós és Palásthy Anna fia. A rend jegyzőkönyve szerint 1750-ben született, de ő egy Horvát Istvánhoz írt jegyzetében születési évét 1749-re tette. Csanádon kezdett tanulni, a gimnáziumot pedig Szegeden, a kegyesrendiek (piaristák) iskolájában, végezte, akiknek a rendjébe 1769. október 14-én, Kecskeméten belépett. A keresztségben kapott Mátyás neve mellé ekkor vette fel a Miklós nevet. 1771-ben elemi iskolai tanító volt Tatán, 1772-ben Veszprémben a II. grammatikai osztály tanára. 1773–74-ben Nagykárolyban bölcseletet tanult, és 1775-ben ugyanott a grammatikai osztályokban tanított. 1776-ban Nyitrán teológiát tanult.
1777-ben Károlyi Antal gróf támogatásával Bécsbe ment, ahol hajlamát követve rajzot és műépítészetet tanult. 1778. június 14-én Nagyváradon pappá szentelte gróf Kornis Ferenc püspök. 1778–1780 között Nagyváradon a nemzeti iskoláknál rajztanár, 1780-ban ugyanott a királyi akadémián a bölcselet rendkívüli tanára volt. Az állásáról 1781 márciusában lemondott, és nyomorban élt. Nagykárolyból Pozsonyba, majd Bécsbe s Grazba vándorolt. 1781-ben Pálffy János gróf családjánál volt nevelő. 1782–83-ban ideiglenes nevelő volt Viczay grófnál Pálffy János Loóson és Hédervárott, majd Grazban Batthyány Fülöp grófnál. 1783. december közepétől 1784. május 1-jéig a Magyar Hírmondót szerkesztette Pozsonyban.
Miután II. József német nyelvi rendelete május 6-án jelent meg, így ennek a Magyar Hírmondóban való lojális közlése Révait nem terheli. Ugyanekkor készített egy tervet a magyar tudós társaság létrehozásáról, amelyet azonban eredménytelenül nyújtott be József császárnak. Ekkor Győrbe költözött, ahol Bíró Farkasnál volt nevelő 1786 végéig. 1787 és 1793 között rajztanár volt Győrött. Itt új pártfogót talált Fengler József osztrák kegyesrendiből lett püspökben, aki Révait megszerette, segítette és a pápa engedélyével 1794-ben felvette a győri egyházmegyébe. (Ekkor vette fel a Miklós mellé a János nevet.)
Az 1790. évi országgyűlés alatt buzdító előszóval kiadta Bessenyei György művét: „Egy magyar tudós társaság iránt való Jámbor Szándék” (Bécs, 1790). A győri püspök segítségével Budára ment, ahol művét az országos rendek közt osztogatta, s egyengette a társaság útját a helytartótanácsnál, amely az ügyet november 10-én az országgyűlésnek adta át. Révai ezenfelül a József császárhoz benyújtott tervét kibővítve, hivatalos tárgyaltatás végett latinul adta ki, s ezt november 18-án a fiatal József nádornak és a főrendűeknek nyújtotta be. Elkészítette az ajánlott tagok névsorát is. Mindezt a törvényjavaslatok készítésére kiküldött rendszeres bizottságnak adták át, amelynek munkálatai közt 1825-ig eltemetve maradt.
1790-ben Amalthaea címmel folyóiratot akart kiadni, terve azonban nem sikerült. 1796-ban Bécsbe ment, ahol az esztergomi gimnázium költői osztályának tanárává nevezték ki. Azonban erről a tisztségéről is lemondott 1799-ben, és Komáromba költözött. Itt megromlott egészsége miatt 1800 júniusa végén nyugdíjazását kérte, mire 300 forint évi nyugdíjat ítéltek meg neki. A nyarat Füreden és Rátóton pártfogójánál, Paintner prépostnál töltötte. Ezután Sopronban kosztosokat tartva tengődött, majd ismét Bécsbe ment, ahol a könyvtárak és jótevőinek házai nyitva álltak előtte. Hivatalt nem vállalt, csak Grassalkovich herceg unokáját, Forgách gróf leányát oktatta a magyar nyelvre. (Gróf Széchenyi Istvánt is oktatta rajzra.)

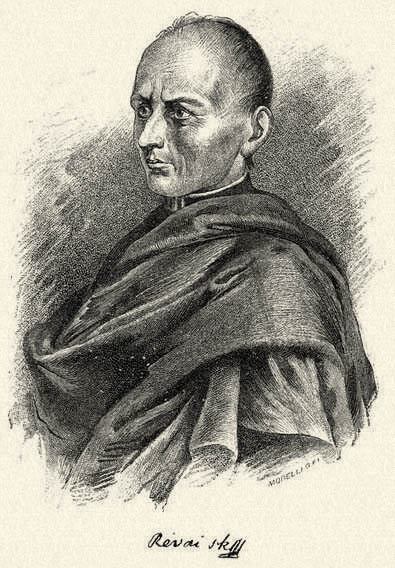
Révai Miklós, Morelli Gusztáv metszete

1801 decemberében meghalt Vályi András, a pesti egyetemen a magyar nyelv és irodalom tanára, akinek magyar nyelvtana véleményezésére Révait a helytartótanács már ezelőtt felkérte. Vályi halála után Révai ugyan nem pályázta meg, mégis kinevezték a megürült tanszékre, amelyet 1802. augusztus 16-án foglalt el. Ezzel régi vágya teljesült, és minden igyekezetét arra fordította, hogy a közvárakozásnak megfeleljen. 1803-ban Antiquitates címmel latin nyelven kiadta már korábban elkészített művét a Halotti beszédről.
A legfontosabb, és nyelvtudományunkban új korszakot alkotó munkája azonban az Elaboratior grammatica Hungarica… (1803–06). Révai nyelvtudományi rendszerét már akkor is a tekintélyesebb magyar írók a legalaposabbnak ismerték el. Vetélytársa, Verseghy Ferenc ennek ellenére keresztülvitte, hogy az iskolákban az ő (nyelvszokáson és nem nyelvtörténeten alapuló) rendszerét vezették be. A kettő közti ellentét a legélesebb az ikes igék kérdésében volt. A Magyar Tudományos Akadémia mindjárt megalakulásakor Révai rendszerét fogadta el.
1805-ben befejezett Magyar deákság című munkájában a magyarokat és hunokat azonos eredetűnek határozta meg, de a magyar nyelvet rokonította a zsidó, káldeus, szír és arab, továbbá a török és perzsa nyelvekkel is. A legközelebbi nyelvrokonokként azonban felsorolta az összes akkor ismert finnugor nyelvet (lapp, finn, észt, szirán, permi, vogul, vót, cseremisz, mordva, osztják).
Nyelvismerete: magyar, német, francia, olasz, latin, görög és héber.

## Emlékezete
Pesten hunyt el, a belvárosi plébánia anyakönyve szerint valamiféle fogyással járó tüdőbetegségben (phthisis). A „felső”, tehát a Váci út melletti temetőbe temették 1807. április 3-án.
Arcképe: rézmetszet, Lochbihler(de) pesti festő festménye után, a Tudományos Gyűjtemény 1830. II. kötetében.
Emlékoszlopa gránitból a Torontál megyei néptanítók adakozásából, melyen dombormű arcképe van, Holló Barnabástól, Csaplár Benedek 4000 forint költségén. Ez szülővárosának piacán áll és 1893. augusztus 26-án leplezték le. Terrakottából áll szobra a Magyar Tudományos Akadémia épületének egyik sarkán.

## Művei

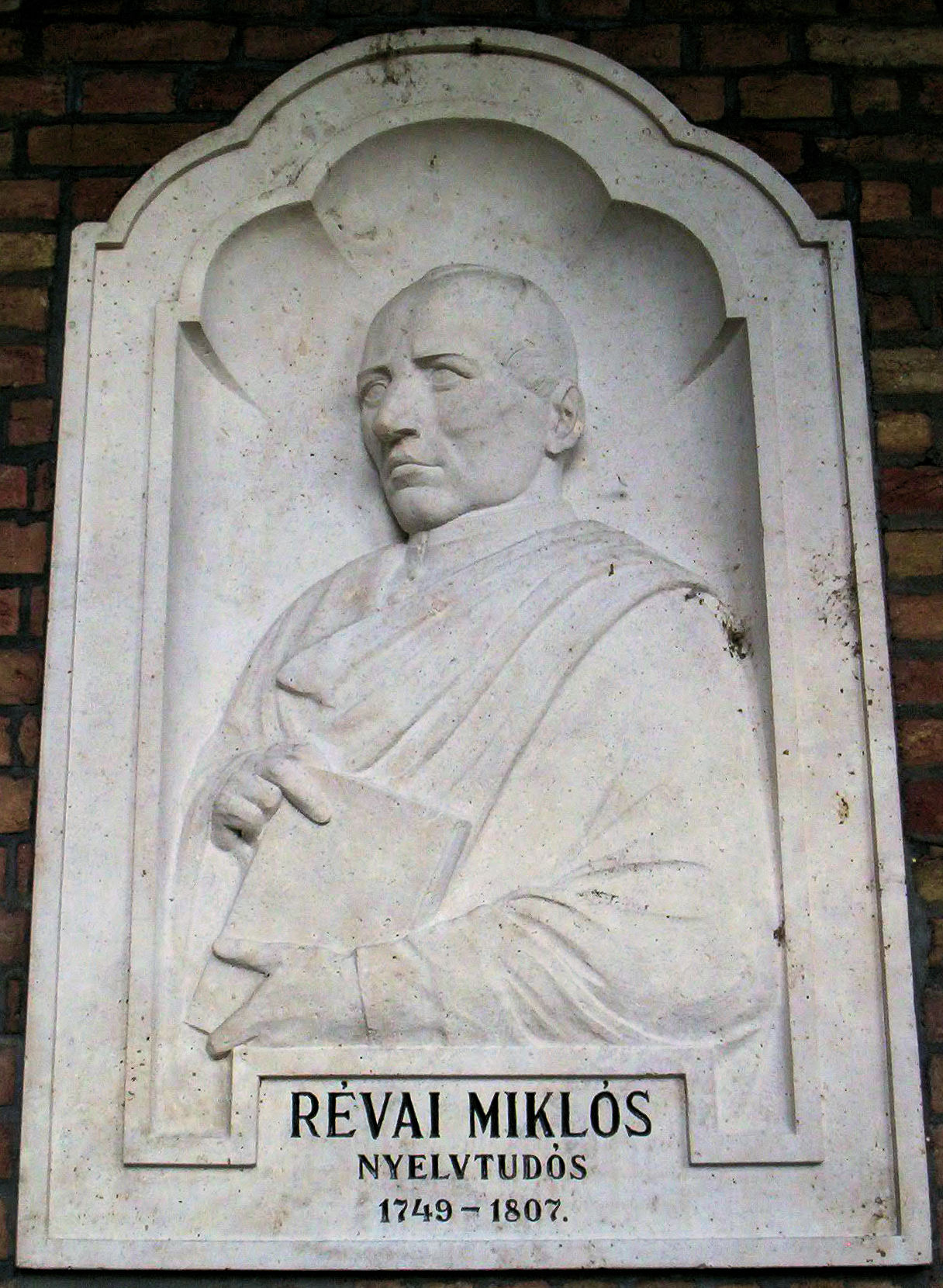
Révai Miklós a szegedi történelmi szoborcsarnokban

### Szépirodalom
- Lantversek. Nagym. Nagy-Károlyi Károlyi Antal gróf úrnak n. Szathmár vármegye főispányának… mikor Korompai Brunszkvik Antal gróff urat n. Bihar vármegye főispányának béhelyeztette. Hely nélkül, 1772
- Lantversek. Nmélt. Korompai Brunszvik Antal gróff urnak, mikor Bihar vármegye főispányának béhelyeztetett. Hely és év n.
- A magyar alagyáknak I. könyvek, Nagy-Károly, 1778.
- Elegia de natali Mariae Theresiae augustae romanorum imperetricis viduae Hungariae reginae apostolicae, Varadini, 1779. – Miller Jakab Ferdinand, Oratio panegyrica című munkájának végén.
- Carmina latina et hungarica in solennen inaugurationem episcopi Varadinensis Dni Ladislai e comitibus Kollonich de Kollegrad et Zajugrotz, Viennae, 1781.
- Alagya Erdődi Pálfi Leopoldina grófkisasszonynak idő előtt való haláláról, Magyar Hírmondó, 1781, 95. sz.
- Ürményi József beiktatása, Poson, 1782. – A címlap felsején: Énekkel megtisztelte.
- Révai Miklós' elegyes versei, és néhány apróbb köttetlen írásai, Loewe Ny., Pozsony, 1787. – Tartalma: Alagyák; Énekek; Bion halottas verse; Moskusz pásztor éneke; Az áldozat, pásztor játék egy nyilásban; Sztzipio álma stb. – Az OSZK példányában Batsányi János jegyzeteivel és javításaival.
- A hazakerült magyar koronának örömünnepére Orpheus, 1790.
- A hazatért magyar koronának öröm ünnepére, Bécs, 1790. – Toldalék a Magyar Hírmondóhoz.
- Nagys. Ürményi József úrnak bihari főispánságra lett innepes be iktatása, Pozsony, 1782.
- Pius dolor, et par votum, in repentino obitu augusti imperatoris et regis apost. Leopoldi Secundi, a fideli hungaro, Bécs, 1792. Ugyanaz. Pestini, 1792.
- Nagy Mélt. Harukker Jósépha báró asszonynak, néh. Nagy Károlyi gróf Károlyi Antal ur özvegyének, szerencsés új esztendőt s minden boldogságot kiván, Bécs, 1792.
- Latina. Edita amicorum hortatu et sumtibus', Jaurini, 1792. – Elegiarum liber I. & II., Oda singularis Ant. Bajtai,
- Carmina quaedam. Accesserunt amicorum judicia recentiora, Sopronii, 1801 . – Ism. Annalen der Österr. Literatur 1802. 68. sz.
- Sacer mons Pannonius, Francisci Secundi, caesaris augusti, ac regis restitutus, die 25 mensis Aprilis, anni 1802, Viennae, 1802.
- Bibliotheca Hungarica patriae consecrata a pio et immortalis meriti optimate exc. ac ill. dno comite Francisco Széchenyi de Sárvári Felső Vidék, quam inter publica gratiarum officia suo etiam justo, ac debito carmine celebravit, Pesthini, 1802. –  Üdvözlő versét gróf Széchényi Ferenczhez lefordította latinra Hegedűs István (Erdélyi Muzeum 1903.
- Gyászos tisztelet, mellyet Nagy Károlyi Károlyi József gróf urnak n. Szathmár vármegye fő ispányának eltemettetésekor pünkösd havának 23. napján 1803. kegyes és háláadó érzéssel meg tett a kegyes oskoláknak rendjeken lévő nagy-károlyi szerzetes ház, Hannulik János Chrystostom deák verse után, Pest, 1802.
- Demetrio Görög seren. coronae principis educatori communi bonorum nomine applaudit, Hely és év n. (költ.)
- Révai Miklós latin versei. Válogatás a Latina és Carmina quaedam című kötetekből; ford., jegyz. Federmayer István; Révai Miklós Gimnázium–Savaria University Press, Győr–Szombathely, 2007.
- Homer Iliásának első könyve, Erdélyi Muzeum 1815, 2. füz.
- Szépliteraturai Ajándék, 1821, I.
- Aspasia 1824.
- Hebe 1824.
- Mikor kezdődik az új század, R. véleménye és Futó gondolatok cz. költeménye, Budapesti Hirlap 1899, 18. sz.
- Deákos költők, I. kötet: Rájnis, Baróti Szabó, Révai versei, s. a. rend. Császár Elemér,  Budapest, Franklin-Társulat, 1914  (Kisfaludy-Társaság Nemzeti Könyvtára, XXIII/1).

### Szerkesztőként
- A magyar költeményes gyűjtemény 1786. esztendőben, Első darab, Győr, 1786. – Ennek érdekében közreadott felhívások: A magyar költeményes gyűjtemény közrebocsáttatásának újonnan hirre adatása, Győr, 1785; A magyar költeményes gyűjtemény kinyomtatására való újonnan segedelem kérés, Győr, 1786.
- Bessenyei György említett munkáján
- Faludi Ferenc költeményes maradványi, I-II, Győr, 1786. – Az I. kötetben Faludi életrajza
- Faludi Ferenc, Téli éjtszakák, Pozsony, 1787.
- Orczy Lőrinc, Költeményes holmi egy nagyságos elmétől, Győr, 1787. – Bevezetésül Révai Miklós költeménye.
- Orczy Lőrinc, Barcsay Ábrahám, Két nagyságos elmének költeményes szüleményei, Győr, 1789.

### Egyházi írások
- Oratio habita in parentalibus Mariae Theresiae… in academia regia Varadinensi persolitus, 1780.
- Áhitatosság gyakorlati az anyaszentegyháznak lelke szerint, év n. (névtelenül)
- Kéziratban hátrahagyott egyházi beszédei, sajtó alá rendezte Csaplár Benedek, Budapest, 1887. – A Jó Pásztor mellékleteként. Ism. Religio II. 9. sz.

### Nyelvészet
- ABC könyvecske a nemzeti iskoláknak hasznokra, Pozsony, 1787. Buda, 1780, 1796, 1822 (német czímmel és szöveggel is)
- Az ékes irásnak a nemzeti oskolákra alkalmaztatott eleji, Buda, 1779 (újabb kiadásai; 1779, 1780, 1781, 1782, 1790, 1791, 1802, 1846, Uo.)
- A magyar nyelvnek helyes irása és kimondása felől kettős tanuság avagy orthografia. A nemzeti oskolák számára, Nagy-Károly, 1778. (Buda, 1780, 1781, 1782, 1790, 1793, 1795, 1798, 1807 és 1811)
- Untersuchungen über die ungrische Sprache, Zeitschrift von und für Ungern, 1803.
- Antiquitates literaturae hungaricae, I: Quod complectitur duas allocutiones funebres, genuinae vteri pronunciationi restitutas, et commentatio grammatico illustratas. Monumentum, inter manuscripta hungarica, quae sciuntur, omnium vetustissimum, Pest, 1803. – Ism. Allg. Liter. Zeitung 1804. II. 337. l.
- Elaboratior grammatica Hungarica. Ad genuinam patrii sermonis indolem fideliter exacta, affiniumque lingvarum adminiculis locupletius illustrata. 2 volumina, utrumque in totidem tomos subsidium"", Pest, 1803–1806. – Ism. Zeitschrift von und für Ungern VI. 1804. 184. l., Allg. Literatur Zeitung 1805. I. 646. l. Intelligenzblatt. 1908)
- Propositiones ex lingua Hungarica primo semestri explanata, quas tentamini subiectas academici auditores in regia scient. universitate Pestiensi artis constructionum exemplis illustratunt, planisque probarunt, anno 1804. mense Martio. Secundum praelectiones, Pest, 1804.
- Versegi Ferentznek tisztasággal kérkedő tisztátalan magyarsága. Mellyet nyilván való egyenes okokkal tisztán megmutat, Révai Miklósnak hív tanítvánnya és igaz jó barátja Világosvári Miklósfi János, Pest, 1805.
- Alázatos segedelem kérés az igaz eredeti magyarságot híven megfejtő tudós készületeknek mennél előbb való kinyomtatásokra, újólag való tudósitással, Pest, 1806. máj.
- Prolusio I. habita in auspiciis collegii Hungarici die VIII. mensis Novembris anno 1802. De prejudicio communi, et noxio, natis hungaris studium linguae patriae non esse necessarium, nil utique audituris, quod non scirent, et in tradendo latini sermonis usu offensis, Pestini, 1806.
- Prolusio II. habita… die IX. mensis Novembris anno 1803. De lingva hungarica, ob singularem, qua excellit, praestantiam, ipsis etiam natis hungaris percolenda, Pestini, 1806.
- Prolusio III. habita… die X. mensis Novembris, anno 1804. De necessitate perdiscendae lingvae patriae natis etiam hungaris, gravi, et provido patrum consilio, lege imposita, Pestini, 1806.
- ABC, vagy Betűfoglaló s olvasó könyvecske a nemzeti oskolák számára, Egyetemi Ny., Buda, 1828.
- Nagyobb ABC, vagy Betűfoglaló s olvasó könyvecske a nemzeti oskolák számára, jav. kiad. Egyetemi Ny., Buda, 1845.
- A magyar literatura, vagyis: a magyar deáki történet, Tudományos Gyűjtemény 1833, II.
- Révai Miklós magyar nyelvi és irodalmi kézikönyve: A magyar deáki történet, sajtó alá rend. Rubinyi Mózes, Franklin, Bp., 1912 (Régi magyar könyvtár).
- ' A magyar szép toll, sajtó alá rend. Éder Zoltán, Akadémiai, Bp., 1973.
- ' A nyelvről és a nyelvművelésről, s. a. rend. Z. Szabó László, Kazinczy Ferenc Gimnázium, Győr, 1988.
- ' Magyar irodalmi régiségek, ford. C. Vladár Zsuzsa, szerk. Stemler Ágnes, ELTE Magyar Nyelvtudományi és Finnugor Intézet–Országos Széchényi Könyvtár; Bp., 2014.

### Egyéb
- Várasi épitésnek eleji, Buda, 1780.
- A mezei gazdaságnak folytatásárúl a magyar hazának, és ehez kapcsoltatott vidék tartományoknak nemzeti oskolai módjához alkalmaztatott tanuságok, Buda, 1780; 1792.
- Makó Pál, A mennykőnek mivoltáról s eltávoztatásáról való bölcselkedés, ford. R. M., Pozsony és Kassa, 1781.
- Planum erigendae eruditae societatis hungaricae alterum elaboratius, Viennae, 1790. – Ehhez csatolva: Candidati erigendae societatis hungaricae, et ratio facti in ea promovenda progressus, Jaurini, 1791.
- Angulorum rectaque lineae trisectio et consectaria circuli quadratura utramque methodos planissima detexit, Viennae, 1797.

### Levelei
- Guzmics Izidor: Révai Miklós pályája saját leveleiből töredékül. Ajánlva Horvát Istvánnak a nagy mester tanítványának; Trattner-Károlyi, Pest, 1830.
- Paintner Mihályhoz, közölte Récsey Viktor, Irodalomtörténeti Közlemények, 1898.
- Kazinczy Ferenchez, közli Récsey Viktor, Irodalomtörténeti Közlemények 1899.
- Kazinczy Ferenchez, Győr 1788. ápr. 2., Pest 1805. júl. 15., 1806. febr. 10., okt. 1., in Kazinczy Ferencz levelezése I., III., IV.)
- Isten áldjon még egyszer! Révai Miklós és Paintner Mihály levelezése, 1782. április 18–1806. március 14., s. a. rend. Federmayer István, szerk., Nemesné Matus Zsanett; Győr-Moson-Sopron Megyei Múzeumok Igazgatósága, Győr, 2011 (Források)

## Kéziratai
Kéziratai Horvát István könyvtárával együtt a Magyar Nemzeti Múzeumba kerültek. Nevezetesebbek: latin versek 25 füzet, Pietatis exercitia 1798. 8rét 34 levél, Eredeti és ford. magyar versei 8rét 80 levél és 4rét 104 levél; A magyar deákság 1805. 3 kötet; Notationes grammaticales, 4rét 132 lev.; Elméleti dolgozatai a verselésről 1781–83. 4rét 43 lev.; Elaboratior Grammatica Hungarica 4rét hét füzet; Notationes philologicae Hungaricae, 4rét 105 lev.; Vocabula Hungarica hebraicisve cumprimis, aliisque orientalibus comparata, 4rét 114 levél. Több levele van eredetiben és másolatban a m. tudom. akadémia kézirattárában, így Mártonffy püspökhöz: Pest, 1807. jún. 10. sat.
A Bécsi kódexet, melyet Toldy Ferenc hálából nevéről nevezett el Révai-kódexnek, a bécsi udvari könyvtár eredetijéről háromszor másolta le. A kódex a XV. századból való, a huszita Biblia fordításának töredéke. Kiadta Döbrentei a Régi M. Nyelvemlékeke IV. kötetében. Buda, 1842. és Volf György az eredetiről a M. Nyelvemléktár I. kötetében (Bpest, 1874).